# Логойский историко-краеведческий музей имени Константина и Евстафия Тышкевичей
Логойский историко-краеведческий музей имени Константина и Евстафия Тышкевичей (бел. Лагойскі гісторыка-краязнаўчы музей імя Канстанціна і Яўстаха Тышкевічаў) — музей в городе Логойск Минской области Беларуси.

## История
Решение о создании музея было принято районным исполнительным комитетом в 2000 году. В 2003 начались работы по созданию музея и в 2005 музей был открыт. В настоящее время музей располагается в здании Центра культуры и насчитывает 25 коллекций.

## Описание
В музее 3 зала, общая площадь демонстрационного пространства 259 м², с 7828 музейными предметами (5 920 — основной фонд, 1 908 — научный и вспомогательный на 2009 г.). На 01.01.2012 музей посетили 6726 человек.
Один из залов посвящен графам Тышкевичам, другой – жителям города Логойск. Музей собирает коллекцию, воспроизводящую коллекцию домашнего музея Тышкевичей, открытого в 1842 Пием Фелициановичем Тышкевичем в его дворце в Логойске.
Ежегодно в музее проходят Тышкевичские чтения и детские Тышкевичские пленэры.